# Carta europea dei ricercatori
La Carta europea dei ricercatori è una raccomandazione della Commissione europea l'11 marzo 2005 che elenca un insieme di principi generali e requisiti che specificano il ruolo, le responsabilità e i diritti dei ricercatori scientifici e delle persone che li assumono e/o finanziano.

## Destinatari e scopo
La Carta europea dei ricercatori è destinata a tutti i ricercatori dell'Unione europea, durante tutte le fasi della loro carriera, e disciplina tutti i campi della ricerca scientifica, nel settore pubblico e in quello privato, indipendentemente dal tipo di nomina o di occupazione, dalla natura giuridica del datore di lavoro o dal tipo di organizzazione o istituzione nel quale il ricercatore opera. Essa tiene conto della molteplicità dei ruoli svolti dai ricercatori, anche al di fuori della pura attività di ricerca scientifica e/o di sviluppo, come, ad esempio, nell'attività di supervisione, di guida e di gestione, o nei compiti amministrativi.
Lo scopo della Carta europea dei ricercatori è quello di garantire che la natura dei rapporti tra i ricercatori e i datori di lavoro e/o finanziatori favorisca la produzione, il trasferimento, la condivisione e la diffusione delle conoscenze e dello sviluppo tecnologico, e sia propizia allo sviluppo professionale e alla carriera dei ricercatori.
La Carta europea dei ricercatori si basa sul presupposto che i ricercatori e le persone che li impiegano e/o li finanziano hanno l'obbligo assoluto di garantire il rispetto dei requisiti della propria legislazione nazionale o regionale. Qualora i ricercatori beneficino, per uno o più aspetti, di uno status e di diritti più favorevoli di quelli previsti dalla Carta europea dei ricercatori, le disposizioni di quest'ultima non debbono essere invocate per modificare in senso sfavorevole lo status e i diritti già acquisiti.
L'adesione alla Carta europea dei ricercatori comporta il rispetto dei diritti fondamentali e l'osservazione dei principi riconosciuti dalla Carta dei diritti fondamentali dell'Unione europea.

## Principi generali e requisiti
I principali principi generali e requisiti applicabili ai ricercatori sono: la libertà di ricerca scientifica, il rispetto dei principi etici, la responsabilità professionale e finanziaria, il rispetto degli obblighi contrattuali e legali, l'impegno per la diffusione e la valorizzazione dei risultati conseguiti, i doveri di supervisione e gestione, l'impegno per una crescita professionale continua.
I principi generali e requisiti validi per i datori di lavoro ed i finanziatori sono: il riconoscimento della professione di tutti i ricercatori, il divieto di ogni forma di discriminazione (per genere, età, religione,…), la garanzia di un ambiente di ricerca stimolante, di condizioni di lavoro flessibili, di stabilità e continuità dell'impiego, di finanziamenti e salari giusti ed attrattivi, di equilibrio di genere, l'elaborazione di strategie per lo sviluppo professionale dei ricercatori, il riconoscimento del valore della mobilità geografica e disciplinare, la garanzia dell'accesso alla formazione alla ricerca e della formazione continua, il riconoscimento dei diritti di proprietà intellettuale, la garanzia di un giusto equilibrio tra attività di insegnamento e l'attività di ricerca, l'adozione di sistemi di valutazione indipendenti e trasparenti, la partecipazione dei ricercatori agli organismi decisionali e consultivi delle istituzioni in cui operano, l'adozione di procedure di assunzione conformi ai principi stabiliti nel Codice di condotta per l'assunzione dei ricercatori.

## Sottoscrizione della Carta europea dei ricercatori
Il 14 dicembre 2005 i presidenti di molti enti di ricerca italiani hanno sottoscritto l'impegno formale a recepire per quanto di loro competenza sia la Carta europea dei ricercatori che il Codice di condotta per la loro assunzione, come pure a sollecitare il Governo, il Parlamento e le altre amministrazioni pubbliche, nonché il mondo economico, industriale e sociale, ad adottare, per quanto di propria competenza, iniziative conformi ai principi ivi contenuti.
Analogo impegno è stato preso il 7 luglio 2005 da tutti i rettori delle università italiane.
Nonostante tali impegni formali, ad oggi (aprile 2008) nessuna modifica è stata apportata agli Statuti delle università o ai regolamenti degli enti di ricerca, né ai contratti di lavoro, affinché i principi invocati dalla Carta europea dei ricercatori trovino effettiva applicazione.

## Riferimenti
- Carta europea dei ricercatori, su data.europa.eu.